# جائزة أيطاليا الكبرى 1937
جائزة أيطاليا الكبرى 1937 (بالإنجليزية: 1937 Italian Grand Prix)‏ هو سباق فورمولا 1 أقيم بتاريخ 12 سبتمبر 1937 في ليفورنو، إيطاليا. كان الرابع من أصل 4 في بطولة العالم لسباقات الفورمولا واحد موسم 1937.